# Słobódka (rejon wołożyński)
Słobódka – dawny folwark. Tereny, na których był położony, leżą obecnie na Białorusi, w obwodzie mińskim, w rejonie wołożyńskim, w sielsowiecie Raków.

## Historia
W czasach zaborów folwark w gminie Raków, w powiecie mińskim, w guberni mińskiej Imperium Rosyjskiego.
W latach 1921–1945 folwark leżał w Polsce, w województwie wileńskim, w powiecie stołpeckim, a od 1927 w powiecie mołodeckim, w gminie Raków.
Według Powszechnego Spisu Ludności z 1921 roku zamieszkiwało tu 17 osób, wszystkie były wyznania rzymskokatolickiego i zadeklarowały polską przynależność narodową. Było tu 5 budynków mieszkalnych. W 1931 w 3 domach zamieszkiwało 30 osób.
Wierni należeli do parafii prawosławnej i rzymskokatolickiej w Rakowie. Miejscowość podlegała pod Sąd Grodzki w Rakowie i Okręgowy w Wilnie; właściwy urząd pocztowy mieścił się w Rakowie.